# Ялица Апарисио
Ялѝца Апарѝсио Мартинес (на испански: Yalitza Aparicio Martínez, [ɟʝaˈlitsa apaˈɾisjo]) е мексиканска актриса.
Родена е на 11 декември 1993 година в Тлахиако в индианско семейство – баща ѝ е мищек, а майка ѝ, която я отглежда сама, работейки като прислужница, е от етническата група трике. Апарисио следва предучилищна педагогика, но преди да се дипломира получава главната роля във филма на Алфонсо Куарон „Рома“, който ѝ донася международна известност и номинация за „Оскар“ за най-добра женска роля.